# Banda ampla sobre línia elèctrica
Banda ampla sobre línies elèctriques (BPL) és una tècnica de comunicació per línia elèctrica, que permet la transmissió de dades digitals d'alta velocitat sobre el cablejat públic de distribució d'energia elèctrica.
La tècnica BPL utilitza les freqüències més altes, un rang de freqüències més ampli i diferents tecnologies d'altres formes de comunicació per línia elèctrica, per proporcionar comunicacions d'alta velocitat a través de distàncies més llargues. La BPL utilitza freqüències que són part de l'espectre radioelèctric atribuït als serveis de comunicacions sobre-el-aire, per la qual cosa la prevenció d'interferències, de i des d'aquests serveis és un factor molt important en el disseny dels sistemes BPL.

## Història
la tecnologia BPL es basa en la tecnologia PLC desenvolupada des de 1914 per l'empresa de telecomunicacions nord-americana AT&T. Les empreses elèctriques han estat agrupant freqüència de ràdio a la mateixa línia que el corrent elèctric per controlar el rendiment propi xarxes elèctriques durant anys. Més recentment, hi ha hagut intents d'implementar l'accés BPL o la prestació de serveis d'Internet als clients a través de la xarxa. El 2004 es preveia que BPL pogués motivar els operadors de DSL i de cable a atendre les comunitats rurals amb més rapidesa.
L'elevat nivell d'atenuació (o pèrdua de senyal de dades) dels cables d'alimentació BPL tenia dos efectes crítics: limitava l'ample de banda i va atraure les crítiques i oposició dels grups de la comunitat de ràdio.

## Estàndards
Els dos estàndards BPL són:
- IEEE 1901[3]
- L'estàndard G.hn (Gigabit Home Networking)[4]